# 410
410 (CDX) je bilo navadno leto, ki se je po julijanskem koledarju začelo na soboto.

## Dogodki
- Zahodni Goti pod vodstvom Alarika I. oplenijo Rim.

## Smrti
- Alarik I., vizigotski kralj (* 370)